# Codex Gigas

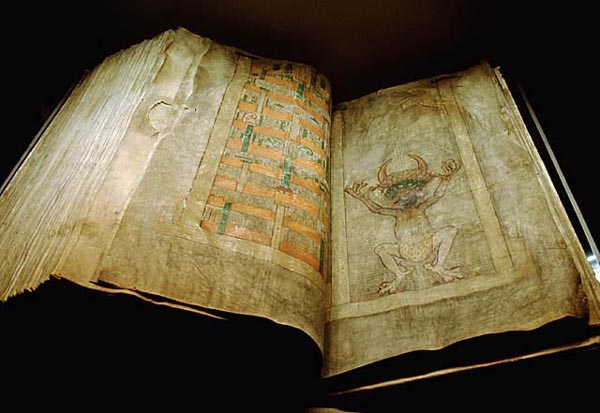
Codex Gigas

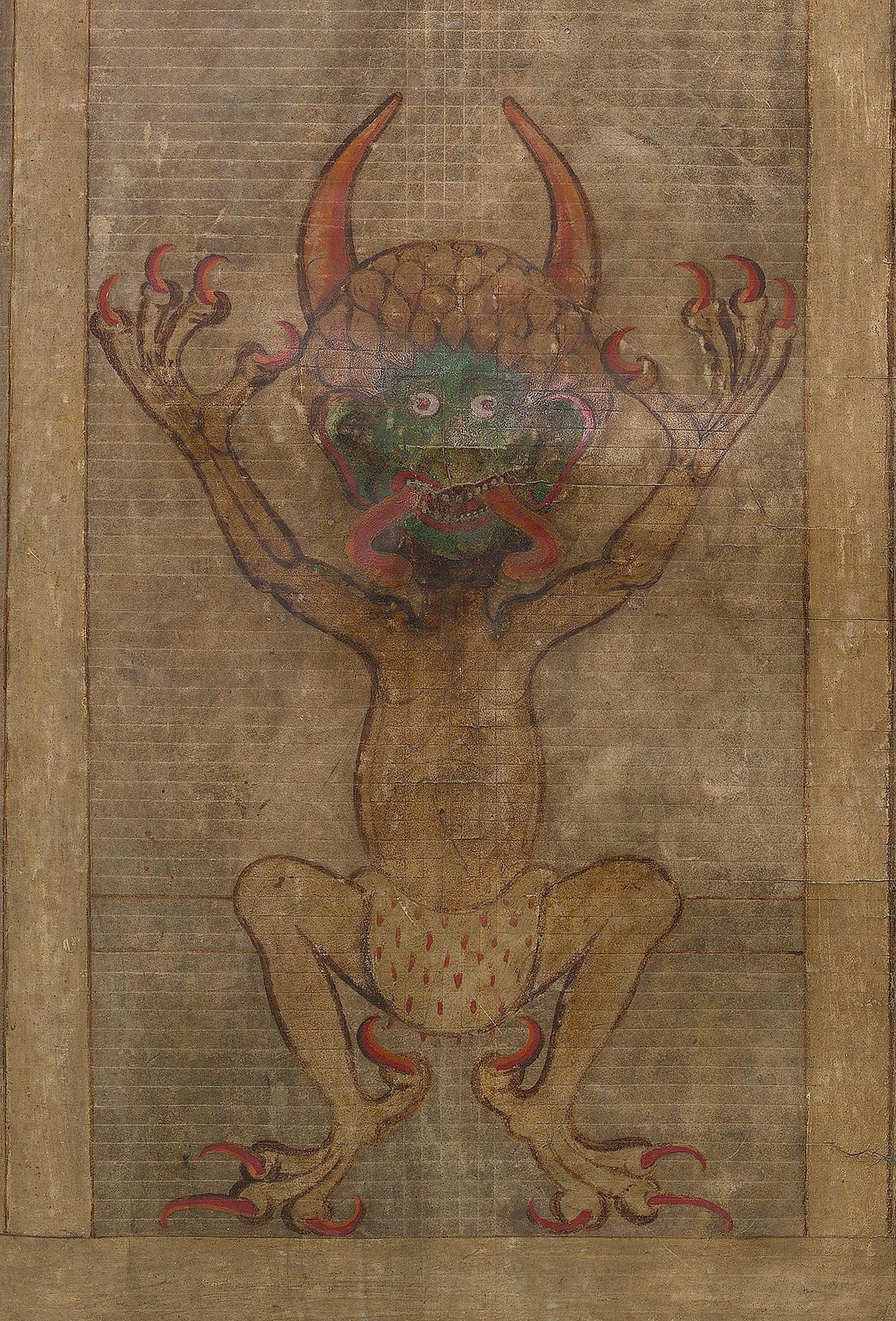
Die berühmte Abbildung des Teufels

Der Codex Gigas ist eines der größten handschriftlichen Bücher der Welt (lateinisch gigas von altgriechisch γίγας „Gigant, Riese“). Die Riesenbibel wurde vermutlich im frühen 13. Jahrhundert im Benediktinerkloster von Podlažice in Böhmen geschrieben und ist auch unter der Bezeichnung Teufelsbibel bekannt, die von einer berühmten ganzseitigen Illustration des Teufels in dem Kodex herrührt. Das Buch ist in lateinischer Sprache geschrieben.

## Erscheinung

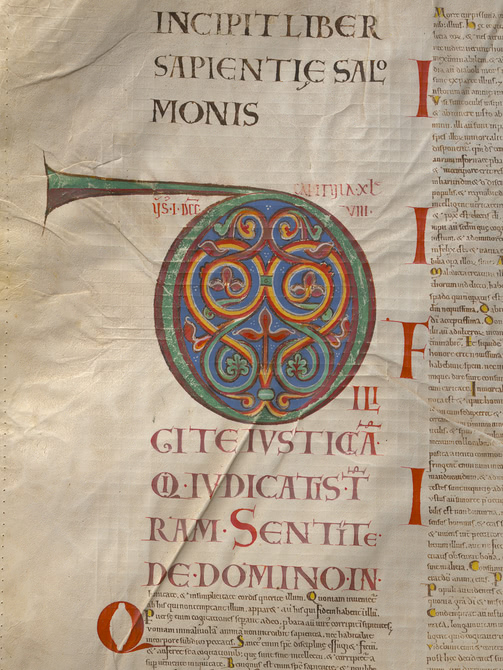
Buch der Weisheit:
Ausgeschmückte Initiale

Der Kodex ist in einem hölzernen Umschlag mit Lederbezug und Ornamenten aus Metall gebunden. Mit 92 cm Höhe, 50 cm Breite und 22 cm Dicke ist er das größte bekannte mittelalterliche Manuskript. Er bestand ursprünglich aus 320 Pergamentblättern; zwölf Blätter fehlen. Es ist nicht bekannt, warum und von wem die Seiten herausgeschnitten wurden und was deren Inhalt ist. Der Kodex ist fast 75 kg schwer. Die Schrift ist eine karolingische Minuskel. Schriftanalysen legen nahe, dass der Kodex nur von einer Person geschrieben wurde. Die Erwähnung eines hermanus inclusus („Hermann der Einsiedler“, vermutlich ein Mönch in Klausur) im Text könnte ein Hinweis auf den Urheber sein.
Das Manuskript enthält viele Buchmalereien in Rot, Gelb, Grün und Gold. Initialen sind sorgfältig ausgestaltet, häufig über ganzen Seiten. Der Kodex weist einen gleichbleibenden Stil auf, und die Art des Schreibens zeigt keine Veränderungen etwa aufgrund von Alter, Krankheit oder Stimmung. Das mag ein Grund für die Annahme sein, dass das Buch in kurzer Zeit fertiggestellt wurde (siehe auch die Legende).

## Geschichte
Nach heutigem Stand wurde der Kodex im Benediktinerkloster von Podlažice geschrieben, das 1421 von den Hussiten zerstört wurde. Die Aufzeichnungen im Kodex enden 1229. Der Kodex wurde 1245 in das Zisterzienserkloster Sedletz (tschechisch: Sedlec) verbracht und 1477 in das Benediktinerkloster in Breunau (tschechisch: Břevnov), wo er bis 1593 in der Klosterbibliothek aufbewahrt wurde. Danach wurde er in die Prager Kuriositätensammlung Kaiser Rudolfs II. eingefügt.
Der Codex wurde im Laufe der Zeit mehrfach ergänzt, so wurden die Tode der Brenauer Brüder Johannes und Andreas in den Kalender eingetragen wie auch ein Besuch Kaiser Ferdinands im Kloster. Darüber hinaus hat sich eine Reihe von Personen, die den Codex in Augenschein nehmen durften, ebenfalls in der Handschrift verewigt.
Im letzten Jahr des Dreißigjährigen Krieges wurde bei der Plünderung Prags die ganze Sammlung, darunter Codex Gigas und Codex Argenteus, als Beute von der schwedischen Armee beschlagnahmt. Seit 1649 verwahrt die Königliche Bibliothek zu Stockholm das Manuskript. 2007 stellte sie das Buch als Leihgabe dem Prager Clementinum zur Verfügung, wo es von September 2007 bis März 2008 zu sehen war.

## Inhalt

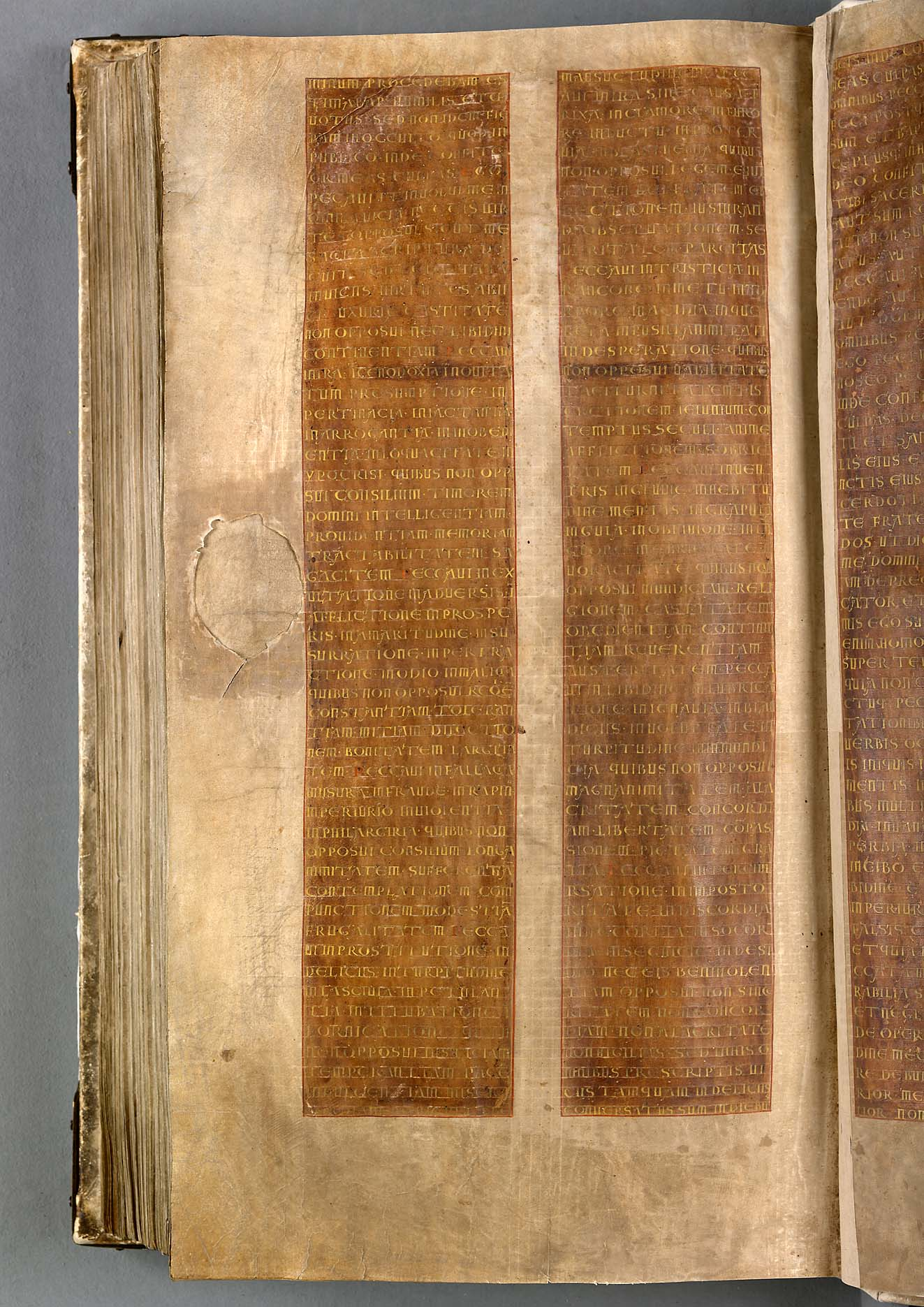
Helle Schrift auf dunklem Grund

Etwa die Hälfte des Codex nimmt die Abschrift der kompletten Bibel ein, weitgehend nach der Vulgata, während Apostelgeschichte und Apokalypse einer vor 350 entstandenen Übersetzung der Vetus Latina folgen. Weiter enthält er Isidors von Sevilla Etymologiae, Auszüge aus Flavius Josephus’ Antiquitates Judaicae, die Chronica Boemorum des Cosmas von Prag, verschiedene Traktate (bezüglich Geschichte, Etymologie und Physiologie), einen Kalender, eine Liste von Brüdern des Klosters, Wunder und andere lokale Aufzeichnungen.
Blatt 289r (anderer Zählung zufolge 290r, entspricht Seite 577 in der digitalen Version) zeigt ein berühmtes Bild des Teufels, ungefähr 50 Zentimeter hoch. Diese Abbildung steht im Kontrast zur ganzseitigen Abbildung der himmlischen Stadt auf dem vorhergehenden Blatt. Auf einigen Seiten davor und danach ist der Text zweispaltig auf dunklem Hintergrund in heller Schrift ausgeführt, was sie vom Rest des Buches unterscheidet. Sie beinhalten ein namenloses lateinisches Bekenntnis aller  erdenklichen Sünden, das gerne dem Miniator der Teufelsdarstellung zugeschrieben wird. Auf einigen dieser Seiten ist lediglich die zweispaltige Hinterlegung ausgeführt, aber kein Text geschrieben worden. Der Text der anderen Seiten ist je nach Erhaltungsgrad der Schrift gut bis mäßig gut lesbar.

## Legende
Nach einer Legende, die im Kern schon in einem Katalogeintrag aus dem Jahr 1635 erkennbar wird, wurde der Kodex von einem Mönch geschrieben, der die Disziplinregeln gebrochen hatte und deshalb verurteilt worden sein soll, lebendig eingemauert zu werden. Damit ihm diese harte Strafe erlassen werde, versprach er, zur Lobpreisung des Klosters in einer einzigen Nacht ein Buch zu schreiben, welches das gesamte menschliche Wissen enthalten sollte. Nahe Mitternacht erkannte er, dass er diese Aufgabe nicht allein erledigen konnte, und verkaufte dem Teufel seine Seele. Der Teufel vervollständigte das Manuskript, und der Mönch fügte das Bild des Teufels hinzu, um so auf den wahren Autor hinzuweisen.